# Тейтц, Кара
Ка́ра Ив Тейтц (англ. Kara Eve Taitz; 11 мая 1981, Нью-Йорк, США) — американская актриса и комедиантка.

## Биография
Кара Ив Тейтц родилась 11 мая 1981 года в Нью-Йорке (США).
Окончила «Tisch School of the Arts».

## Карьера
Кара начала свою кинокарьеру в начале 2000-х годов.
Наиболее известна ролями в популярных комедийных телесериалах, включая роли Миллисент из «Всё тип-топ, или Жизнь Зака и Коди» (2007) и морской свинки № 1 из «Волшебников из Вэйверли Плэйс» (2008).

## Избранная фильмография
| Год  |   | Русское название             | Оригинальное название    | Роль              |
| ---- | - | ---------------------------- | ------------------------ | ----------------- |
| 2008 | с | Волшебники из Вэйверли Плэйс | Wizards of Waverly Place | морская свинка №1 |